# Isopyrum anemonoides
Isopyrum anemonoides là một loài thực vật có hoa trong họ Mao lương. Loài này được Kar. & Kir. mô tả khoa học đầu tiên năm 1842.